# Pansa Vosbein
Pansa Vosbein (em tailandês: มิ้ลค์ พรรษา วอสเบียน) (Lampang, Tailândia, 31 de Julho de 1996), mais conhecida pelo apelido, Milk, é uma atriz e modelo tailandesa. Ganhou maior reconhecimento ao interpretar a personagem Ink na série Bad Buddy (2021) e, posteriormente, Erng em UMG (2023) e Ongsa em 23.5 (2024), sendo estes seus primeiros papeis principais.

## Biografia
Pansa nasceu em 31 de Julho de 1996 em Lampang, na Tailândia. A atriz possui ascendência chinesa, dinamarquesa e mon, e é a quarta de cinco irmãos. Em agosto de 2020 tornou-se bacharel em Administração de empresas, com especialização em Marketing, pela Maejo University, na província de Chiang Mai.
Além da carreira artística, Pansa é empreendedora e fundadora da marca Bearrary, um negócio voltado para a venda de sobremesas em caixa.

## Carreira

### Início–2019: Primeiras aparições
Pansa iniciou sua carreira como modelo, atuando em comerciais enquanto ainda era estudante.
Em 2018, participou do concurso GSB Gen Campus Star 2018, organizado pela revista Campus em parceria com o Thai Government Savings Bank, sendo selecionada como uma das 23 finalistas e representando a região norte da Tailândia.
Em 2019, obteve seu primeiro papel como atriz ao participar do videoclipe da música 'เป็นอะไรสักอย่าง', do cantor Ronnadet Wongsaroj.
Posteriormente, passou a atuar profissionalmente como atriz em tempo integral, a convite da diretora Kanittha Kwunyoo.

### 2020–presente: GMMTV e Reconhecimento
Em 2020, voltou a participar de dois videoclipes, das faixas 'ถอนหายใจในใจ' do grupo tailandês, Getsunova, e 'Hidden Track ' do também grupo tailandês, TRINITY.
Em 2021, Vosbein assinou contrato com o canal GMMTV, marcando o início de sua carreira como atriz profissional. Sua estreia na empresa foi no mesmo ano, com o papel secundário de Ink na série Bad Buddy, que lhe trouxe notoriedade e popularidade. Na trama, formou par romântico com a personagem Pa, interpretada por Pattranite Limpatiyakorn. A química entre as duas atrizes foi bem recebida pela crítica e pelo público, e a hashtag #อิ๊งภา (#InkPa) tornou-se um dos assuntos mais comentados nas redes sociais.
Ainda em 2021, participou da série F4 Thailand: Boys Over Flowers, interpretando a personagem secundária, Lita, e apareceu no videoclipe da faixa, 'อโทษที่ยังร้องไห้ ' do também ator e cantor tailandês, Perawat Sangpotirat.
Em 2022, voltou a contracenar com Pattranite Limpatiyakorn no episódio Zero Photography da minissérie Magic of Zero, onde reprisaram os papéis de Ink e Pa como protagonistas. Ambas também fizeram uma participação especial no segundo episódio da série Vice Versa, com Pansa interpretando Som, par romântico da personagem de Pattranite.
Ainda em 2022, participou do filme Haunted Universities: 2nd Semester, interpretando uma estudante universitária, e também atuou como Now, personagem secundária da série Oops! Mr.Superstar Hit on Me.
Em 2023, interpretou seu primeiro papel principal, como Erng, na série UMG. E voltou a dar vida a Ink em uma participação especial em Only Skyy 2, uma continuação da história de Bad Buddy. Nesse mesmo ano, também estrelou o videoclipe da música  'I Think of You' do cantor tailandês Bright Vachirawit Chivaaree.
Em 2024, Pansa interpretou sua segunda protagonista, na primeira série do gênero Girls' Love da GMMTV, ao dar vida à personagem Ongsa, uma estudante adolescente, na produção 23.5, retomando sua parceria com Pattranite Limpatiyakorn. No mesmo ano, também integrou o elenco da série Only Boo! como a personagem Neth. Posteriormente, Pansa e Pattranite foram estabelecidas como um par fixo da GMMTV, sendo popularmente conhecidas como o shipp MilkLove.
Em 2025, ambas voltaram a atuar como protagonistas de uma série sáfica da emissora, nomeada Whale Store xoxo. Pansa interpretou Wan, filha do dono de uma mercearia local que precisa assumir o comércio após o falecimento de seu pai e, ao longo da trama, torna-se par romântico de Maewnam, personagem de Pattranite. Ambas também estão previstas para protagonizar juntas a série Girls Rule, com lançamento previsto para o final de 2025.

## Filmografia

### Televisão
| Ano      | Título                          | Papel       | Notas                 | Ref.   |
| -------- | ------------------------------- | ----------- | --------------------- | ------ |
| 2021     | Bad Buddy                       | Ink         | Personagem Secundário | [ 11 ] |
| 2021     | F4 Thailand: Boys Over Flowers  | Lita        | Personagem Secundário | [ 14 ] |
| 2022     | Oops! Mr. Superstar Hit On Me   | Now         | Personagem Secundário | [ 19 ] |
| 2022     | Magic of Zero: Zero Photography | Ink         | Personagem Principal  | [ 16 ] |
| 2022     | Vice Versa                      | Som         | Convidada             | [ 17 ] |
| 2023     | UMG                             | Erng        | Personagem Principal  | [ 20 ] |
| 2023     | Our Skyy 2: Bad Bunny           | Ink         | Personagem Secundário | [ 21 ] |
| 2024     | 23.5                            | Ongsa/Earth | Personagem Principal  | [ 23 ] |
| 2024     | Only boo!                       | Neth        | Personagem Secundário | [ 25 ] |
| 2025     | Whale Store Xoxo                | Wan         | Personagem Principal  | [ 31 ] |
| Em breve | Girls Rule                      | Shasha      | Personagem Principal  | [ 30 ] |

### Filmes
| Ano  | Título                             | Papel                     | Notas     | Ref.   |
| ---- | ---------------------------------- | ------------------------- | --------- | ------ |
| 2022 | Haunted Universities: 2nd Semester | Estudante da universidade | Convidada | [ 18 ] |

### Videoclipes
| Ano  | Título              | Artista | Notas                                | Ref.   |
| ---- | ------------------- | --- | ------------------------------------ | ------ |
| 2019 | 'Pen Arai Sak Yang' | Ronnadet Wongsaroj |                                      | [ 8 ]  |
| 2020 | 'ถอนหายใจในใจ'      | Getsunova |                                      | [ 9 ]  |
| 2020 | 'Hidden Track '     | TRINITY |                                      | [ 10 ] |
| 2021 | 'อโทษที่ยังร้องไห้ '     | Perawat Sangpotirat |                                      | [ 15 ] |
| 2023 | 'I Think of You'    | Bright Vachirawit Chivaaree |                                      | [ 22 ] |
| 2024 | โลกเอียง (Tilt)      | Milk Pansa & Love Pattranite | Trilha Sonora de 23.5                | [ 24 ] |
| 2024 | ช็อตฟีล (Shot-Feel)   | Milk Pansa & Love Pattranite |                                      | [ 26 ] |
| 2025 | 'My Only Champion'  | Milk Pansa & Love Pattranite | Trilha Sonora de Whale Store xoxo    | [ 28 ] |
| 2025 | 'Blooming Blossom'  | Com Patranitte Limpatiyakorn, Tipnaree Weerawatnodom, Rachanun Mahawan, Tharson Klinnium, Pattraphus Borattasuwan, Wanwimol Jaenasavamethee, Nannaphas Loetnamchoetsakun, Benyapa Jeenprasom & Rattanawadee Wongthong | Música para o Blush Blossom Fan Fest | [ 32 ] |

## Discografia

### Singles
| Ano  | Título              | Artista | Notas                                | Ref.   |
| ---- | ------------------- | --- | ------------------------------------ | ------ |
| 2024 | 'โลกเอียง (Tilt)'    | Milk Pansa & Love Pattranite | Trilha Sonora de 23.5                | [ 24 ] |
| 2024 | 'ช็อตฟีล (Shot-Feel)' | Milk Pansa & Love Pattranite |                                      | [ 26 ] |
| 2025 | 'My Only Champion'  | Milk Pansa & Love Pattranite | Trilha Sonora de Whale Store xoxo    | [ 28 ] |
| 2025 | 'Blooming Blossom'  | Com Patranitte Limpatiyakorn, Tipnaree Weerawatnodom, Rachanun Mahawan, Tharson Klinnium, Pattraphus Borattasuwan, Wanwimol Jaenasavamethee, Nannaphas Loetnamchoetsakun, Benyapa Jeenprasom & Rattanawadee Wongthong | Música para o Blush Blossom Fan Fest | [ 32 ] |

## Outras performances

### Fanmeetings
| Ano  | Data          | Local                     | Notas               | Ref           |
| ---- | ------------- | ------------------------- | ------------------- | ------------- |
| 2024 | 2 de Junho    | Hong Kong                 | Com Love Pattranite | [ 33 ]        |
| 2024 | 9 de Junho    | Taipei, Taiwan            | Com Love Pattranite | [ 34 ]        |
| 2024 | 29 de Junho   | Tokyo, Japão              | Com Love Pattranite | [ 35 ]        |
| 2024 | 30 de Junho   | Osaka, Japão              | Com Love Pattranite | [ 36 ]        |
| 2024 | 20 de Julho   | Manila, Filipinas         | Com Love Pattranite | [ 37 ]        |
| 2024 | 10 de Agosto  | Ho Chi Minh City, Vietnam | Com Love Pattranite | [ 38 ]        |
| 2024 | 24 Agosto     | Macau, China              | Com Love Pattranite | [ 39 ]        |
| 2024 | 19 de Outubro | Singapura                 | Com Love Pattranite | [ 40 ]        |
| 2025 | 11 de Janeiro | Taipei, Taiwan            | Com Love Pattranite | [ 41 ]        |
| 2025 | 2 de Março    | Hong Kong                 | Com Love Pattranite | [ 42 ]        |
| 2025 | 8 de Março    | Nanning, China            |                     | [ 43 ]        |
| 2025 | 2 de Agosto   | Ho Chi Minh City, Vietnam | Com Love Pattranite | [ 44 ] [ 45 ] |

### Shows
| Ano  | Titulo                       | Data           | Local     | Notas | Ref.          |
| ---- | ---------------------------- | -------------- | --------- | --- | ------------- |
| 2024 | GMMTV Fanday in Bangkok 2024 | 1 de Dezembro  | Tailândia | Com Love Pattranite | [ 46 ]        |
| 2025 | Blush Blossom Fan Fest       | 28–29 de Junho | Tailândia | Com Love Pattranite, Benyapa Jeenprasom, Nannaphas Loetnamchoetsakun, Pattraphus Borattasuwan, Rachanun Mahawan, Rattanawadee Wongthong, Tipnaree Weerawatnodom, Thasorn Klinnium, Wanwimol Jaenasavamethee | [ 47 ] [ 48 ] |

## Prêmios e Indicações
| Ano  | Premiação                             | Categoria                | Trabalho Indicado | Resultado | Ref.   |
| ---- | ------------------------------------- | ------------------------ | ----------------- | --------- | ------ |
| 2024 | We the Women Summit                   | Artista Feminina popular | Ela mesma         | Venceu    | [ 49 ] |
| 2024 | Thailand Headlines Person of the Year | Cultura e Entretenimento | Ela mesma         | Venceu    | [ 50 ] |
| 2025 | Kazz Awards                           | SaoWaiSai 2024           | Ela Mesma         | Venceu    | [ 51 ] |

## Ligações Externas
Pansa Vosbein no IMDb
Pansa Vosbein no Instagram
Pansa Vosbein no X
Pansa Vosbein no TikTok